# Klara Zamenhof
Klara (Kejla) Zamenhof, z domu Silbernik (ur. 5 października 1863 w Kownie, zm. 6 grudnia 1924 w Warszawie) – polska esperantystka, żona Ludwika Zamenhofa.
Urodziła się w zamożnej rodzinie żydowskiej jako córka Aleksandra (1832–1906) i Gołdy Silberników. Zamenhofa poznała w 1886 w domu szwagra, doktora Lewity. 30 marca 1887 zaręczyli się, a 9 sierpnia tego samego roku wzięli ślub. Z tego związku urodziło im się troje dzieci: Adam (1888–1940), Zofia (1889–1942) i Lidia (1904–1942).
Zmarła w Warszawie. Jest pochowana na cmentarzu żydowskim przy ulicy Okopowej (kwatera 10).